# Ocumicho
Ocumicho es una localidad del estado mexicano de Michoacán. Es parte del municipio de Charapan. La localidad es reconocida por la fabricación artesanal de figuras denominadas «diablitos».

## Toponimia
El nombre «Ocumicho» proviene de los términos en purépecha: kumi, topo; chukuaro, lugar. Su significado es «Lugar de topos».

## Demografía
| Gráfica de evolución demográfica |
|                                  |

| Censo | Población |
| ----- | --------- |
| 1900  | 956       |
| 1910  | 1 015     |
| 1921  | 878       |
| 1930  | 918       |
| 1940  | 1 040     |
| 1950  | 1 295     |
| 1960  | 1 577     |
| 1970  | 2 095     |
| 1980  | 2 858     |
| 1990  | 3 040     |
| 2000  | 3 372     |
| 2010  | 3 438     |
| 2020  | 3 872     |